# حسن جلال گوزل
حسن جلال گوزل (به انگلیسی: Hasan Celal Güzel)  وزیر آموزش پرورش و وزیر ورزش و جوانان ترکیه متولد شهر غازی عینتاب بود. وی ۱۹ مارس ۲۰۱۸
در سن ۷۳ سالگی در گدشت.